# 陳新甲
陳 新甲（ちん しんこう、? - 1642年）は、明末の官員、将軍。

## 生涯
四川長寿の人。定州知県などを歴任した。
崇禎元年（1628年）、刑部員外郎となった。崇禎7年（1634年）、右僉都御史に抜擢された。崇禎13年（1640年）、兵部尚書に上り、傅宗龍や孫伝庭らの将軍を任用した。
崇禎15年（1642年）、松錦の戦いで明軍が大敗し、洪承疇が清に降ると、過失を糾弾され、辞任を願い出たが許されなかった。崇禎帝はひそかに陳新甲を講和にあたらせようとした。しかし陳新甲の家童が機密を誤って漏らし、これが群臣の激昂を買った。陳新甲はスケープゴートとして獄に下され、斬首刑に処された。

## 参考資料
- 『崇禎長編』
- 『明史』
- 『明季北略』